# Oryzomys tatei
Oryzomys tatei là một loài động vật có vú trong họ Cricetidae, bộ Gặm nhấm. Loài này được Musser, Carleton, Brothers, & Gardner miêu tả năm 1998.